# Els Meners
Els Meners és el nom que reben els cims del Pic del Mener Nou (2.828 m) i el pic del Mener Vell (2.820 m) i la collada que els travessa. Són a la frontera entre els municipis de Canillo (Andorra) i d'Acs (Arieja).